# Наруцкая, Ольга Леонардовна
Ольга Леонардовна Наруцкая (10 октября 1950, Ленинград) — советская и российская кинорежиссёр, актриса.

## Биография
Родилась 10 октября 1950 года в Ленинграде.
В 1970—1973 годах училась на филфаке Ленинградского университета, не окончила его.
В 1977 году окончила актёрский факультет Ленинградского театрального института (мастерская Р. Агамирзяна).
В 1977—1980 годах — актриса в театре имени В. Комиссаржевской,
В 1980 году начала работать на киностудии «Ленфильм» ассистентом по актёрам.
В 1984 году окончила Высшие курсы сценаристов и режиссёров (мастерская А. Митты).
С 1988 года — режиссёр киностудии «Ленфильм».
В 1988 году сняла фильм «Муж и дочь Тамары Александровны» получивший ряд призов, номинировавшийся на «Золотого льва» Венецианского кинофестиваля.
В 1990-е после развал СССР и упадка российской киноиндустрии не имела возможности снимать, работала директором эстетического центра при СПбГУ.
Лишь в 2000 году сняла свой второй фильм «Собственная тень» получивший приз «За лучшую режиссуру» кинофестиваля «Окно в Европу».

Ольга Наруцкая. Ее соблазнил не столько сценарий, сколько то, что он утвержден Госкино. Я это отчетливо понимала. Она засиделась без работы, долго билась за сценарий… в длинной очереди в Госкино мы опять почему-то оказывались в самом хвосте. Значит, не судьба. Но Ольга Наруцкая проявила волю и в конце концов каким-то чудом сняла свое кино.— Наталья Рязанцева — Отречение по принуждению // журнал «Искусство кино», № 6, 2001

## Личная жизнь[1]
Была замужем за актёром Александром Галибиным с которым познакомились на втором курсе института.
Дочь Мария Наруцкая-Лосева вначале стала актрисой, но сыграла лишь в фильме матери и сериалах «Агентство НЛС» и «Улицы разбитых фонарей-2» и перестала сниматься, работает психологом.

## Режиссёрская фильмография
- 1983 — Пощёчина (короткометражный)
- 1984 — Старый колодец (короткометражный)
- 1985 — Нам не дано предугадать… (в составе киноальманаха «Манька»)
- 1988 — Муж и дочь Тамары Александровны
- 2001 — Собственная тень